# 萊崖
萊崖（英語：Lie Cliff）是南極洲的山崖，位於瑪麗伯德地，處於斯蒂爾山東面，屬於克拉里山脈的一部分，美國地質調查局根據測量和該國海軍的空中照片繪入地圖，現時由南極條約體系管理。